# Christian Illedits

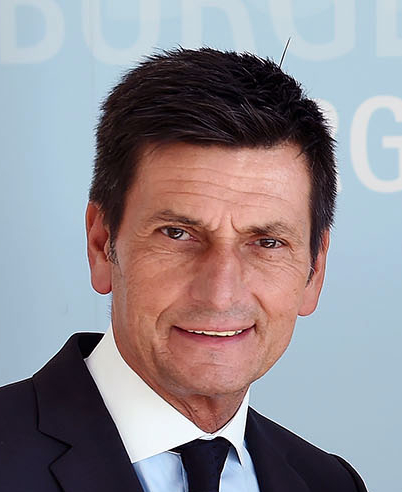
Christian Illedits (2015)

Christian Illedits (* 20. Juli 1958) ist ein österreichischer Politiker (SPÖ). Er war von 2000 bis 2019 Abgeordneter zum Burgenländischen Landtag und ab 2015 dessen Erster Präsident. Ab 28. Februar 2019 war er Landesrat der Burgenländischen Landesregierung Doskozil I bzw. Doskozil II. Am 1. August 2020 trat Christian Illedits von allen seinen Ämtern zurück.

## Ausbildung und Beruf
Nach der Volksschule besuchte Illedits eine Allgemeinbildende höhere Schule und legte die Matura ab. Illedits ist von Beruf Postbeamter.

## Politik
Illedits ist seit 1980 Mitglied des SPÖ-Ortsparteiausschusses seiner Heimatgemeinde Draßburg und wurde 1996 zum Ortsparteivorsitzenden und Bürgermeister gewählt. Bei den Bürgermeisterdirektwahlen 2002 wurde er mit einem Ergebnis von 90,2 Prozent und 2007 mit 84,1 Prozent bestätigt. Im Oktober 2012 trat Illedits nicht mehr zur Gemeinderatswahl an. Sein Nachfolger als Bürgermeister wurde Rudolf Ivancsits (SPÖ) mit 73,45 Prozent aller abgegebenen gültigen Stimmen.
In der SPÖ-Bezirksorganisation Mattersburg war Illedits seit 1996 Mitglied des Bezirksausschusses. Nachdem er seit 2000 Mitglied des Bezirkspräsidiums der SPÖ Mattersburg war, übernahm er 2004 die Funktion des Bezirksvorsitzenden, die er bis August 2020 ausübte.
Illedits war seit 2008 bis Mai 2019 Präsident des ASKÖ Burgenland. Weiter war Illedits Obmann der LEADER-Aktionsgruppe „Nordburgenland plus“, die für die EU-Regionalförderungen in den Bezirken Neusiedl am See, Eisenstadt-Umgebung und Mattersburg verantwortlich ist. In dieser Funktion folgte ihm 2020 Claudia Schlager nach. Ab 2010 vertrat Illedits auch das Burgenland im EU-Ausschuss der Regionen.
Ab dem 28. Dezember 2000 vertrat Illedits die SPÖ im Burgenländischen Landtag, wo er Mitglied im Haupt-, Landeskontroll-, Rechts- und Wirtschaftsausschuss, im Ausschuss für europäische Integration und grenzüberschreitende Zusammenarbeit sowie Finanz-, Budget- und Haushaltsausschuss war. Am 21. März 2003 übernahm er die Funktion des Klubobmanns der SPÖ im Landtag und war zudem Bereichssprecher für Europa, Sport und erneuerbare Energie. Schwerpunktthemen von Illedits waren nach eigenen Angaben der Arbeitsmarkt, Jugend und Jugendbeschäftigung, Kinderbetreuung, EU-Regionalförderungen und erneuerbare Energie.
Am 9. Juli 2015 wurde Illedits bei der konstituierenden Sitzung des Landtages nach der Landtagswahl 2015 in Nachfolge von Gerhard Steier zum Ersten Präsidenten des Landtages gewählt.
In der Landesregierung Doskozil I übernahm er am 28. Februar 2019 als Landesrat unter anderem die Agenden Gemeinden von Astrid Eisenkopf sowie von Norbert Darabos den Bereich Soziales. Die bisherige Landesrätin Verena Dunst folgte ihm als Landtagspräsidentin nach.
Am 1. August 2020 erklärte Illedits von allen seinen Ämtern zurückzutreten. Ausschlaggebend war die Geschenkannahme eines 100 Gramm schweren Goldbarrens anlässlich seines 60. Geburtstags im Jahr 2018, den er aufgrund seiner Stellung als Landtagspräsident hätte ablehnen müssen. Bekommen hatte er den Barren in seiner Funktion als Aufsichtsratschef der Fußballakademie Burgenland des SV Mattersburg. Dessen Präsident Martin Pucher war kurz zuvor aufgrund des Bilanzskandals um die von ihm gegründete Commerzialbank Mattersburg zurückgetreten. Pucher war auch Illedits' Stellvertreter im Aufsichtsrat der Fußballakademie gewesen. Nach seinem Rücktritt übernahm die Beamtin im Amt der Burgenländischen Landesregierung Sonja Windisch interimistisch die Geschäfte der offenen Regierungsposition. Am 12. August 2020 wurde Leonhard Schneemann als sein Nachfolger als Sozial- und Wirtschaftslandesrat in der Landesregierung Doskozil II und Dieter Posch als Illedits Nachfolger als Bezirksvorsitzender der SPÖ Mattersburg präsentiert.
Seit der Gemeinderatswahl am 2. Oktober 2022 ist er für die SPÖ Gemeinderat in Ollersdorf. Seine Ehefrau Tanja Illedits ist dort SPÖ-Vizebürgermeisterin.

## Auszeichnungen (Auszug)
- 2001: Goldene Medaille für Verdienste um die Republik Österreich